# 遊☆戯☆王カプセルモンスターコロシアム
『遊☆戯☆王 カプセルモンスターコロシアム』（ゆうぎおう カプセルモンスターコロシアム）とは、2004年7月29日にコナミ(後のコナミデジタルエンタテインメント)から発売されたPlayStation 2専用の遊☆戯☆王オフィシャルカードゲーム デュエルモンスターズ（以下OCGと表記）を題材としたゲームソフトである。略称は「カプモン」。
キャッチコピーは「戦術が勝負の行方を左右する!!」。

## 概要
プレイヤーはゲーム開始時に8種類の属性の中から一つだけシンボルを選び、チェスを繰り広げてライバル達と戦っていく。ボイスは全て英語音声。本作は属性の相性が勝敗のカギを握る。なお、シンボルは一度設定した属性やステータスは途中で変更できない。

## システム
本作はOCGではなく、カプセルモンスターを使用したシミュレーション形式となっている。ゲーム開始時に8枚のカードをめくり、数字の大きい方が先攻・後攻を選択できる。モンスターにはOCGで登場した属性に加えて森属性・雷属性が登場している。それに伴い、ランプの魔精ラ・ジーンやメカニカルスネイルなどOCGから属性が変更されたモンスターも存在している。モンスターはゲーム開始時にはカプセルの中に格納されており、APを消費することでカプセルから解放でき、apの上限もあがる。またモンスターの種類によって移動範囲や体力、攻撃力等が異なる。攻撃側が相性の良い属性で不利な属性の防御側のモンスターに攻撃すると大ダメージを与えられるが、逆に相性が悪いモンスターで攻撃すると与えるダメージが減少する（例えば炎属性の場合。森属性に攻撃すると与えるダメージが増加するが、逆に水属性に攻撃すると与えるダメージが減少する）。属性にはそれぞれ特徴が存在しており、炎属性の場合は全体的に攻撃力が高く、逆に防御力が低い傾向にある。また、シンボルには特定の属性を強化・弱体化する素質も持っており、例えば炎属性の場合は炎属性と風属性の攻撃力が上昇するが、逆に森属性の攻撃力が減少する。モンスターは戦闘すると経験値が入り、100ポイント入るごとにレベルを上げられる。レベルが上がるとステータスが上昇するが、消費するAPが高くなるデメリットが出てくる。特定のレベルになったモンスターは種類によっては特技を使用出来たり、合体や進化をして別のモンスターに変化したりすることも可能。ただし、合体や進化で変化したモンスターはレベルがリセットされたりライブラリから消滅するなどのデメリットもある。シンボルにもレベルが存在しており、レベルアップボーナスで上げることが可能。対戦相手のモンスターを全滅させるか、シンボルを破壊すれば勝利となる。リザルト画面ではMPと経験値を獲得し、対戦相手のモンスターを2体まで獲得できる。一度勝利したライバルとは再戦が出来ず、エリア内のライバルに全て勝利した時点でエリアクリアとなり、次のエリアへ進む。

## モンスター
登場モンスターは全部で200種類存在しており、そのほとんどが初期に登場したモンスターである。上述の通り、モンスターには進化や合体で消滅、さらには対戦相手からの戦利品やキャンペーンボーナスでしか手に入らないものも多い為、完全コンプリートには周回プレイが必要となる。ここでは以下のモンスターの属性の特徴について述べる。
炎属性（有利：森、不利：水、対応するシンボル：炎・風、強化されるステータス：攻撃）
攻撃力が高く、シンボルを強化すれば水属性以外のモンスターをほとんど一撃で倒せるが、逆に防御力が低く、いかにしてダメージを受けないように反撃することで押さえ込む等の工夫が求められる。フレイム・ヴァイパーや火炎草等、この属性に変更されたモンスターが多い。
光属性
闇属性
地属性
雷属性
森属性
風属性
水属性

## ステージ
プレイヤーは立ちはだかるCPUと対決し、優勝を目指す。エリアで戦う対戦相手は基本的には自由に決められるが、一部のエリアでは順番が固定されている。
対戦で使用するステージにはギミックが仕組まれており、特定の属性のモンスターを弱体化させたり、特定の属性以外のモンスターにダメージを与えるエリアが設置されている。

## 登場人物
カッコ内は使用するシンボルの属性を現す。
武藤遊戯（プレイヤーが選んだ属性）
本作の主人公。ゲーム開始時に祖父の双六からカプセルモンスターズのルールを教えてもらい、シンボルを一つだけ貰ってにカプセルモンスターズ大会に参加する。本作では闇遊戯が操作することになり、表遊戯は操作説明画面にのみ登場する。
城之内克也（炎）
遊戯の親友。遊戯が最初に戦うことになる相手で、使用するモンスターは全てファイヤー・デビルで、炎属性で統一されている。ファイヤー・デビルの移動範囲と攻撃範囲の広さから最初の相手にしてはそこそこ強いが、しばらくすると発生するステージギミックによって水流が出現し、水たまりに誘導させれば弱体化させられる。遊戯とは違ってカプセルモンスターズのルールには慣れている。
- 本田ヒロ（森） - 遊戯の親友。森属性と電属性を使用し、二手に別れてそれぞれ得意なギミックへと移動させる。
- 御伽竜児（闇）

真崎杏子（水）
遊戯のガールフレンド。使用するモンスターは光属性がメイン。
武藤双六（地）
遊戯の祖父 。カプモンショップの店主をしている。対戦相手の一人としても登場する。
孔雀舞（風）
原作同様ハーピィレディを使用し、苦手な森属性対策として炎属性モンスターも加えている。
- インセクター羽蛾（森）
- ダイナソー竜崎（地）
- 梶木漁太（水）
- 海馬モクバ（雷） - 海馬瀬人の弟。
- 獏良了（闇）
- リシド（土）
- シャーディー（光）
- バンデット・キース（闇）
- ペガサス（光）
- イシズ（光）

マリク・イシュタール（1回戦：闇、2回戦：風、3回戦：炎）
一回戦は表マリクの姿で遊戯と対決するが、2回戦からは闇マリクとなる。3回戦の湖はマリクの主力である炎属性を弱体化させられるが、数ターン経過すると火山が噴火し、湖が溶岩に変化する。炎属性以外のモンスターはこの溶岩の上に立っているとターン開始時にダメージを受ける。ゲームの勝敗よりも苦痛を与えるのが好み。最後は遊戯に敗れたことで自業自得を受けて消滅した。
海馬瀬人（光）
本作の最終ボス。「キング・オブ・カプセルモンスターズ」の称号を得るために遊戯と対峙する。原作同様青眼の白龍を使用する。2回戦では出撃に必要なAPの上限がなくなる。

## 同梱カード
- アビス・ソルジャー
- インフェルノ・ハンマー
- テーヴァ

### 攻略本同梱カード
- アビス・ソルジャー（シークレット仕様）